# Agnosine
Agnosine – miejscowość i gmina we Włoszech, w regionie Lombardia, w prowincji Brescia.
Według danych na rok 2004 gminę zamieszkiwało 1875 osób, 144,2 os./km².